# Mallentin
Mallentin ist ein Ortsteil der Gemeinde Stepenitztal im Landkreis Nordwestmecklenburg in Mecklenburg-Vorpommern (Deutschland).
Mallentin liegt zwischen Grevesmühlen und Dassow und ist etwa 22 km von Lübeck entfernt. Das Dorfgebiet am Unterlauf des Flusses Stepenitz ist leicht hügelig, mit 41 m über dem Meer wird bei Roxin die größte Höhe erreicht.
Zu Mallentin gehören die Ortsteile Hof Mummendorf, Neu Greschendorf, Roxin und Schmachthagen.
Zu DDR-Zeiten befand sich in Mallentin ein Rinderkombinat mit über 2000 Tieren. Ein Teil Mallentins konnte seinen dörflichen Charakter bewahren. In den letzten Jahren ist dank der günstigen Lage an der Bundesstraße 105 ein Gebiet mit zahlreichen Gewerbeansiedlungen entstanden.
Der Ortsteil Roxin innerhalb einer Flussschleife der Stepenitz weist einige reetgedeckte Häuser auf.
Die Ausfahrt Schönberg an der Bundesautobahn 20 liegt 11 km südwestlich von Mallentin. In Grieben besteht der nächste Bahnanschluss nach Lübeck und Bad Kleinen.
Am 1. Juli 1950 wurden die bis dahin selbständigen Gemeinden Roxin und Schmachthagen eingegliedert.
Am 25. Mai 2014 schloss sich Mallentin mit Börzow und Papenhusen zur neuen Gemeinde Stepenitztal zusammen.

## Sehenswürdigkeiten
- Ehemaliges Chausseehaus Mallentin an der B 105.
- Bauernhof mit Hallenhaus und Stallscheune, Dorfstraße 11a

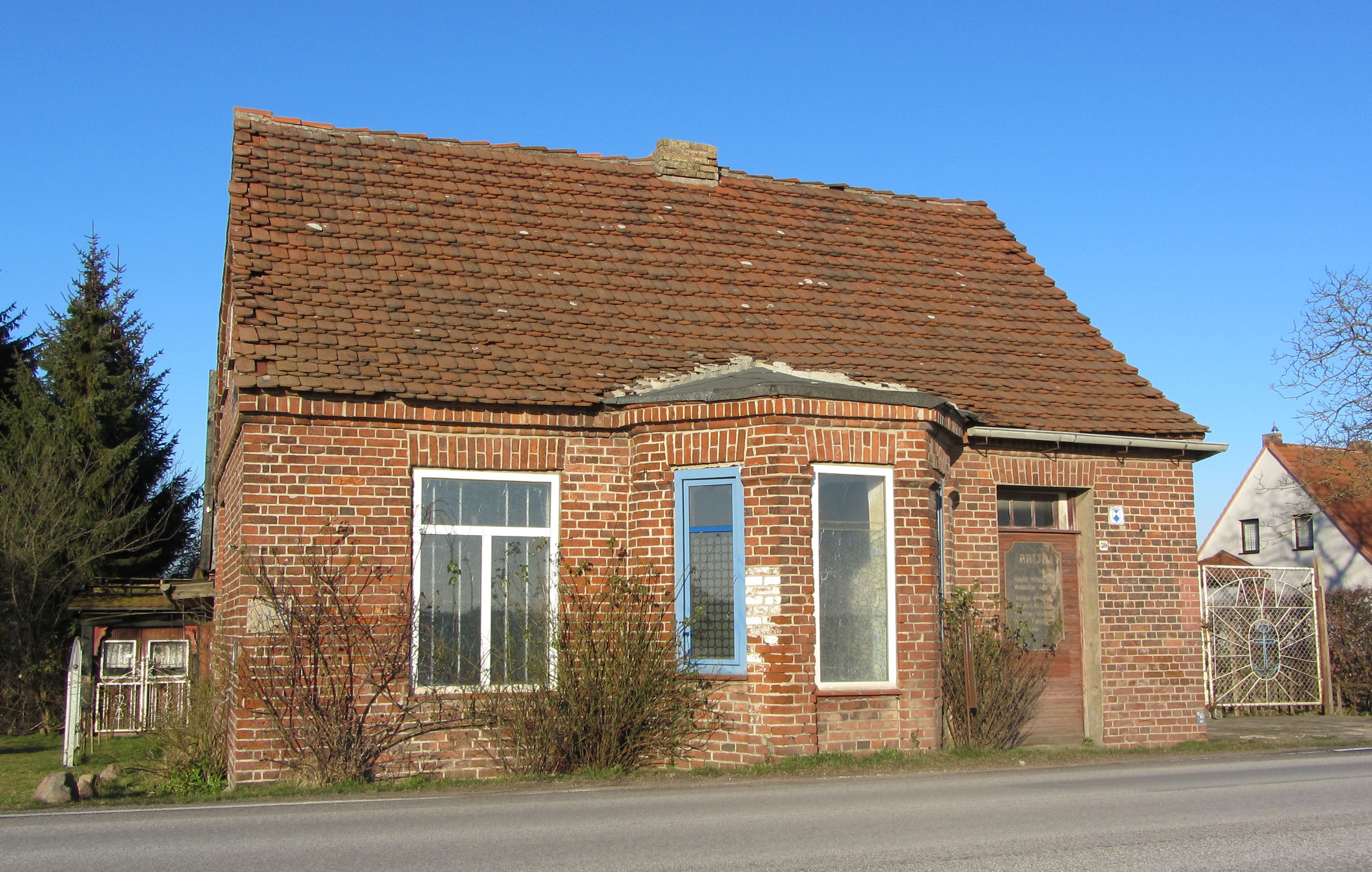
Chausseehaus in Mallentin